# White Escarpment
Koordinaten: 79° 29′ S, 85° 37′ W
White Escarpment ist eine etwa 28 Kilometer lange Geländestufe am westlichen Rand der Heritage Range, dem südlichen Teil des westantarktischen Ellsworthgebirges. Über sie fließt das Eis aus dem Hochland im Westen in östlicher Richtung in die Täler der Heritage Range, wo es zwei Gletscher speist.
An zahlreichen Stellen ragen Teile der Stufe aus dem ewigen Eis, welches hier nach Westen um bis zu 200 Meter abfällt. Im Südwesten wird die White Escarpment von den bis zu 2070 Meter hohen Cagle Peaks, der mittlere Teil von den drei Thompson Nunataks überragt. Im Norden liegt der 1910 hohe Navigator Peak. Das ewige Eis, das über die Stufe und zwischen den aufragenden Felsen hinabfließt, bildet im Osten den Dobbratz-Gletscher, der zwischen den Watlack Hills und Gifford Peaks hindurchfließt. Im Norden wird die White Escarpment vom Splettstoesser-Gletscher umflossen.
Die Stufe erhielt ihren Namen von einer geologischen Expedition der University of Minnesota, die dieses Gebiet im Sommer 1963/64 erkundete. Man benannte sie nach Chief Warrant Officer Ronald B. White, einem Piloten des 62nd Transportation Detachment, der die Expedition vor Ort unterstützte.